# Vida Guerra
Vida Guerra (ur. 19 marca 1974) – amerykańska modelka, aktorka i piosenkarka kubańskiego pochodzenia. Jej pierwszym występem było pozowanie dla amerykańskiej edycji magazynu FHM w grudniu 2002 roku. Od tego czasu pozowała dla wielu innych magazynów dla mężczyzn.
Urodziła się w Hawanie na Kubie w 1974 roku. Wkrótce potem jej rodzina przeniosła się do USA i zamieszkała w miasteczku Perth Amboy w stanie New Jersey. Dorastając wzięła udział w kilku pokazach mody oraz wystąpiła w kilku teledyskach.

## Kariera
Pierwszym międzynarodowym występem Guerry była sesja zdjęciowa w bieliźnie dlaFHM w grudniu 2002. Magazyn oświadczył po publikacji, iż niemal jedna trzecia otrzymywanej przez nich poczty była od czytelników domagających się więcej zdjęć latynoski. Modelka pojawiła się w kolejnych sesjach magazynu, a w 2004 roku została "FHM's Model of the Year". Od tego czasu można było oglądać ją w wielu innych magazynach, takich jak DUB, Smooth, Escape czy Open Your Eyes, przy czym bardzo często na okładce. Wzięła udział w kilku hiszpańskojęzycznych programach telewizyjnych, np. w El Gordo y la Flaca (Gruby facet i szczupła kobieta), a także  można było ją oglądać w kilku teledyskach, m.in. w "Shake Ya Tailfeather" (Nelly, P. Diddy i Murphy Lee, ze ścieżki dźwiękowej filmu Bad Boys II, 2003), "The New Workout Plan" (Kanye West, 2004) czy "Obsession (No Es Amor)" (Frankie J feat. Baby Bash, 2005). Guerra wystąpiła w reklamie restauracji Burger King oraz kilku skeczach z cyklu Chapelle's Show. Jako aktorka wystąpiła w filmie W krzywym zwierciadle: Szalony akademik 2. Użyczyła także swojego głosu w grze Scarface: Człowiek z blizną.
W kwietniu 2005 roku nieznany haker włamał się do telefonu komórkowego modelki. Jej zdjęcia, włączając w to nagie fotografie, zostały szeroko rozpowszechnione w Internecie. Guerra oświadczyła, iż nagie zdjęcia przedstawiają ciało innej kobiety i zostały spreparowane ze zdjęć z jej telefonu komórkowego. Jednakże szefostwo jej wytwórni płytowej poinformowało, iż Guerra celowo doprowadziła do wycieku zdjęć, które faktycznie przedstawiają ją jako chwyt marketingowy. Po tym incydencie wytwórnia rozwiązała umowę z modelką.
Guerra znalazła się na 26. pozycji na liście "FHM's Top 100 Sexiest Females" w 2005 roku oraz dwukrotnie wygrała nagrodę owego magazynu – "Best Butt Award". Wyprodukowała swoją własną serię kalendarzy ze zdjęciami w strojach kąpielowych (a także wydała płytę DVD ukazującą proces ich tworzenia) oraz w 2006 roku wydała DVD zatytułowane Vida Guerra: Exposed.
Modelka pojawiła się w 2006 roku w lipcowym wydaniu Playboya, w którym ukazały się jej pierwsze oficjalne nagie zdjęcia. Jak powiedziała, jedną z motywacji do podjęcia tego kroku był incydent z telefonem komórkowym – chciała pokazać ludziom jak naprawdę wygląda nago.
Pierwszy utwór z jej debiutanckiego albumu, "You Got Me", wyciekł do internetu 2 listopada 2006 roku.